# 赫格豐納山
72°45′S 3°33′W / 72.750°S 3.550°W
赫格豐納山是南極洲的山峰，位於東部南極洲的毛德皇后地，處於赫格斯卡弗倫山東南5公里的博格地塊，現時受南極條約體系管理。